# Rock Master
Rock Master — міжнародні змагання із скелелазіння, які щорічно проводяться в Арко (Італія). Учасники змагань відбираються по світовому рейтингу (8 в складності і 6 в боулдерингу). З 2012 р. на змагання можуть потрапити спортсмени з міжнародною ліцензією за результатами попереднього відкритого відбору (Rock Master Open).

На відміну від звичайних змагань, на яких спортсмени лізуть фінальну трасу на онсайт, тобто з першої спроби без попереднього випробування, ці змагання проходять у форматі афтевек (проходження маршруту після попередньої роботи на ньому).

## Історія
Rock Master — одні з перших міжнародних змагань у скелелазінні. Перші міжнародні змагання Sportroccia відбулися у 1985 р. в Бардонеккья. Наступного року Sportroccia проводилася в Арко. Перші змагання Rock Master були проведені в 1987 р., також на природньому рельєфу скелі Colodri. З наступного року змагання на скелях більше не проводилися, і з того моменту турнір завжди проходив в одному і тому ж місці на великому відкритому стенді біля підніжжя Colodri.
З 1999 р., окрім змагань у складності, проводяться також змагання в дисциплінах боулдеринг і швидкість.
З 2003 р. починають проводитися юніорські змагання Rock Master: Rock Junior і Rock Kids, а також змагання родин Family Rock.
З 2006 р. в ході заходу журі присвоює дві нагороди Arco Rock Legends — аналоги Оскар а в скелелазінні:
- Salewa Rock Award за найкращій маршрут або боулдеринг на природньому рельєфі.
- La Sportiva Competition Award за найбільш надихаючий виступ у змаганнях в попередньому році.

У 2011 р. в Арко в рамках 11-го чемпіонату світу зі скелелазіння відбувся перший чемпіонат світу з параскелелазіння в дисциплінах складність і швидкість серед спортсменів з обмеженими можливостями в 7-ми класах.
Змагання зазвичай проводяться в перші вихідні вересня з деякими виключеннями:
- У 2010 році турнір був перенесений на липень і проводився як підготовчі змагання перед чемпіонатом світу 2011 року. Замість звичайних двох етапів (напрацювання маршруту і пролазна спроба), змагання проводилися за класичною схемою з переглядом в три етапи: кваліфікація, півфінал і фінал.
- У 2011 р. замість Rock Master в липні в Арко провели чемпіонат світу. У змаганнях взяла участь рекордна кількість спортсменів і країн, були присутні понад 35000 глядачів[4]. Титул Rock Master був присуджений за результатами дуелі, яка проводилася після закінчення чемпіонату світу серед найкращих 16 чоловіків і жінок у складності.

У 2012 р. результати змагань у швидкості розглядалися як четвертий етап Кубка Світу.
У 2020 р. змагання не проводилися у звʼязку з пандемією коронавірусу.

## Переможці

### Складність
| Рік  | Чоловіки                                      | Жінки                         |
| ---- | --------------------------------------------- | ----------------------------- |
| 1987 | Стефан Гловач                                 | Лінн Гілл                     |
| 1988 | Стефан Гловач                                 | Лінн Гілл                     |
| 1989 | Дідьє Работу                                  | Лінн Гілл                     |
| 1990 | Франсуа Легран                                | Лінн Гілл                     |
| 1991 | Юджи Хірояма                                  | Ізабель Патісьє               |
| 1992 | Стефан Гловач                                 | Лінн Гілл                     |
| 1993 | Елі Шевьє                                     | Сьюзі Гуд                     |
| 1994 | Франсуа Легран                                | Робін Ербесфілд               |
| 1995 | Франсуа Ломбард                               | Лоуренс Гійон                 |
| 1996 | Франсуа Ломбард                               | Каті Браун                    |
| 1997 | Франсуа Легран                                | Каті Браун                    |
| 1998 | Франсуа Легран                                | Лів Сансоз                    |
| 1999 | Євген Овчинніков                              | Мюріель Саркані               |
| 2000 | Євген Овчинніков                              | Мюріель Саркані               |
| 2001 | Кристіан Біндхаммер Томаш Мразек Юджи Хірояма | Мюріель Саркані Мартіна Куфар |
| 2002 | Олександр Чабот                               | Сандрін Леве                  |
| 2003 | Олександр Чабот                               | Ангела Айтер                  |
| 2004 | Олександр Чабот                               | Ангела Айтер                  |
| 2005 | Рамон Джуліан Пігбланк                        | Ангела Айтер                  |
| 2006 | Рамон Джуліан Пігбланк                        | Сандрін Леве                  |
| 2007 | Рамон Джуліан Пігбланк                        | Ангела Айтер                  |
| 2008 | Патчі Усобіага                                | Йоханна Ернст                 |
| 2009 | Рамон Джуліан Пігбланк                        | Ангела Айтер                  |
| 2010 | Рамон Джуліан Пігбланк                        | Джа-Ін Кім                    |
| 2011 | —                                             | -                             |
| 2012 | Рамон Джуліан Пігбланк                        | Ангела Айтер                  |
| 2013 | Рамон Джуліан Пігбланк                        | Міна Маркович                 |

### Боулдеринг
| Рік  | Чоловіки           | Жінки             |
| ---- | ------------------ | ----------------- |
| 1999 | Даніель Андрада    | Олена Шумілова    |
| 2000 | Томаш Олексі       | Наталя Новікова   |
| 2001 | Салават Рахметов   | Корін Теру        |
| 2002 | Мауро Калібані     | Ольга Яковлєва    |
| 2003 | Мауро Калібані     | Ольга Бібик       |
| 2004 | Матіас Мюллер      | Мелані Сон        |
| 2005 | Кіліан Фішхубер    | Мелані Сон        |
| 2006 | Налле Хуккатайвал  | Анна Штор         |
| 2007 | Гарет Паррі        | Анна Штор         |
| 2008 | Кіліан Фішхубер    | Катаріна Саурвейн |
| 2009 | Кіліан Фішхубер]]  | Алізі Дюфрес      |
| 2010 | Седрік Лашат       | Анна Штор         |
| 2011 | —                  | -                 |
| 2012 | Дмитро Шарафудінов | Алекс Пуччіо      |
| 2013 | Рустам Гельманов   | Алекс Пуччіо      |

### Швидкість
| Рік  | Чоловіки            | Жінки             |
| ---- | ------------------- | ----------------- |
| 1999 | Володимир Захаров   |                   |
| 2000 | Олексій Гадєєв      |                   |
| 2001 | Яков Субботін       |                   |
| 2002 | Томаш Олексі        |                   |
| 2003 | Олексій Гадєєв      |                   |
| 2004 | Томаш Олексі        |                   |
| 2005 | Томаш Олексі        |                   |
| 2006 | Сергій Синіцин      |                   |
| 2007 | Євген Вайцеховський |                   |
| 2008 | Мануель Ескобар     | Олена Репко       |
| 2009 | Лібор Гроза         | Едіта Ропек       |
| 2010 | Лібор Гроза         | Куїліан Хі        |
| 2011 | —                   | -                 |
| 2012 | Леонардо Гонтеро    | Аліна Гайдамакіна |
| 2013 | Лібор Гроза         | Аліна Гайдамакіна |

### Дуель
| Рік  | Чоловіки    | Жінки              |
| ---- | ----------- | ------------------ |
| 2011 | Адам Ондра  | Яна Черешнева      |
| 2012 | Якоб Шуберт | Дінара Фахридінова |
| 2013 | Сін МакКол  | Дінара Фахридінова |

### Arco Rock Legends
| Рік  | Salewa Rock Award | La Sportiva Competition Award |
| ---- | ----------------- | ----------------------------- |
| 2006 | Хосуне Беризіарту | Ангела Айтер                  |
| 2007 | Патчі Усобіага]]  | Давид Лама                    |
| 2008 | Кріс Шарма        | Майа Відмар                   |
| 2009 | Кріс Шарма        | Кіліан Фішхубер               |
| 2010 | Адам Ондра        | Акіо Ногучі                   |
| 2011 | Адам Ондра        | Рамон Джуліан Пігбланк        |
| 2012 | Саша Диджулиан    | Анна Штор                     |
| 2013 | Адам Ондра        | Міна Маркович                 |
| 2014 | Мюріел Саркані    | Урко Кармона Барандіаран      |
| 2015 | Александр Мегос   | Адам Ондра                    |
| 2016 | Дані Андрада      | Міна Маркович                 |
| 2017 | Марго Хайес       | Янья Гарнбрет                 |

## Ресурси Інтернету
- Офіційний сайт [Архівовано 7 квітня 2012 у Wayback Machine.]